# 北美局
北美局是日本外務省內部部局，業務範圍包括日美關係及日加關係。該局前身為1979年改組的美國局（アメリカ局）。

## 沿革
北美局於1979年由美國局改組而來；改組後的北美局僅負責北美洲的外交事務，中南美洲諸國的外交事務則交由中南美局管轄。

## 職責
以確保北美地區（不含墨西哥）的安定、繁榮為自身目標，在負責地域的各個國家間構建未來的友好關係，在國際環境下實施地域別外交的基本方針，並且實行以下政策：
- 貫徹美日安保條約的承諾（該條約不是國際法局條約課的管轄範圍）
- 以未來為目標促進美日關係
- 以未來為目標促進加日關係
- 加強日本與美國及加拿大等二國的友好關係
- 強化與駐日美軍的合作

## 組織架構
- 局長
- 參贊
- 北美第一課（主管綜合外交政策）
- 北美第二課（主管經濟外交政策）
- 美日安全保障條約課
  - 美日地位協定室

## 歴任局長
- 森健良（2015年～）
- 冨田浩司（2013年～2015年）
- 伊原純一（2011年～2013年）
- 梅本和義（2009年～2011年）
- 西宮伸一（2007年～2009年）
- 河相周夫（2005年～2007年）
- 海老原紳（2002年～2005年）
- 藤崎一郎（1999年～2002年）
- 竹内行夫（1998年～1999年）
- 高野紀元（1997年～1998年）
- 折田正樹（1995年～1997年）
- 時野谷敦（1994年～1995年）
- 佐藤行雄（1992～1994）
- 松浦晃一郎（1990年～1992年）
- 有馬龍夫（1988年）
- 栗山尚一（1984年）
- 北村汎（1982年）
- 浅尾新一郎（1980年）
- 中島敏次郎（1977年）
- 山崎敏夫（1974年）
- 大河原良雄（1972年）
- 橘正忠（1972年暫代局長）
- 吉野文六（1971年）
- 東郷文彦（1967年：北美局長）
- 安川壮（1965年：北美局長）
- 竹内春海（1963年：美國局長）
- 安藤吉光（1960年：美國局長）
- 森治樹（1957年：美國局長）
- 千葉皓（1957年：美國局長）
- 千葉皓（1955年：歐美局長）
- 稲垣一吉（1955年：暫代歐美局長）
- 武内龍次（1954年：歐美局長事務代理）
- 土屋隼（1951年：歐美局長）
- 島津久大（1949年：政務局長）
- 大野勝巳（1948年：總務局長）
- 朝海浩一郎（1948年：總務局長）
- 太田一郎（1947年：總務局長）
- 岡崎勝男（1946年：總務局長）
- 安藤義良（1945年：政務局長）
- 上村伸一（1945年：政務局長）

## 外部連結
- 外務省北美局官方網站：外務省北米局 （页面存档备份，存于）